# Constantin Pauli
Constantin Pauli (* 1942) ist ein deutscher Dokumentarfilmer.

## Leben und Wirken
Pauli studierte ab 1967 an der Deutschen Film- und Fernsehakademie Berlin. Im Rahmen des Studiums führte er Regie in dem Experimentalfilm Dem Eutschen Olke (1968) und dem Film Vokabular (1970), wirkte an dem Kriminalfilm Nobody is Perfect (1968) als Tontechniker und den Kurzfilmen nicht lebend und nicht tot (1970) und Anschluss bis... (1971) als Kameramann bzw. Darsteller mit. 1982 war er Regisseur der Fernsehdokumentation Die Herren der Lage. In der Porträtreihe Frauengeschichten führte er 1984 Regie in der Folge über Kristina Söderbaum. Als Drehbuchautor und Regisseur realisierte er ab 1994 die ARD-Reihe höchstpersönlich, in der in halbstündigen Folgen Prominente porträtiert wurden. 1985 erhielt er einen Sonderpreis des Ernst-Schneider-Preises in der Kategorie Fernsehen.

## Filmografie
- Als Regisseur:
  - 1984–1987: Frauengeschichten (Fernsehreihe, 4 Folgen über Camilla Horn, Barbara Rütting (Doppelfolge) und Kristina Söderbaum)
  - 1994–2007: Höchstpersönlich (Dokumentationsreihe, Folgen u. a. über Jürgen Roland. Grit Boettcher, Elisabeth Wiedemann, Inge Meysel,  Carola Höhn, Veronica Ferres, Gisela Uhlen, Anouschka Renzi, Edith Hancke, Wolfgang Gruner, Udo Wachtveitl, Harald Dietl, Peter Sodann, Thomas Rühmann, Alexander zu Schaumburg-Lippe, Johann Lafer, Wolfgang Stumph, De Randfichten und Gunter Gabriel)

- Als Schauspieler:
  - 1998: Nicht von schlechten Eltern (Fernsehserie); Folge: Heilige Familie, als Professor Engel

- Als Drehbuchautor:
  - 1983: Unter deutschen Dächern (Dokumentationsreihe); Folge: Bauer Ewalds Wirtschaftswunder